# Tillandsia pinicola
Tillandsia pinicola là một loài thực vật có hoa trong họ Bromeliaceae. Loài này được I.Ramírez & Carnevali mô tả khoa học đầu tiên năm 2007.